# 备战、备荒、为人民

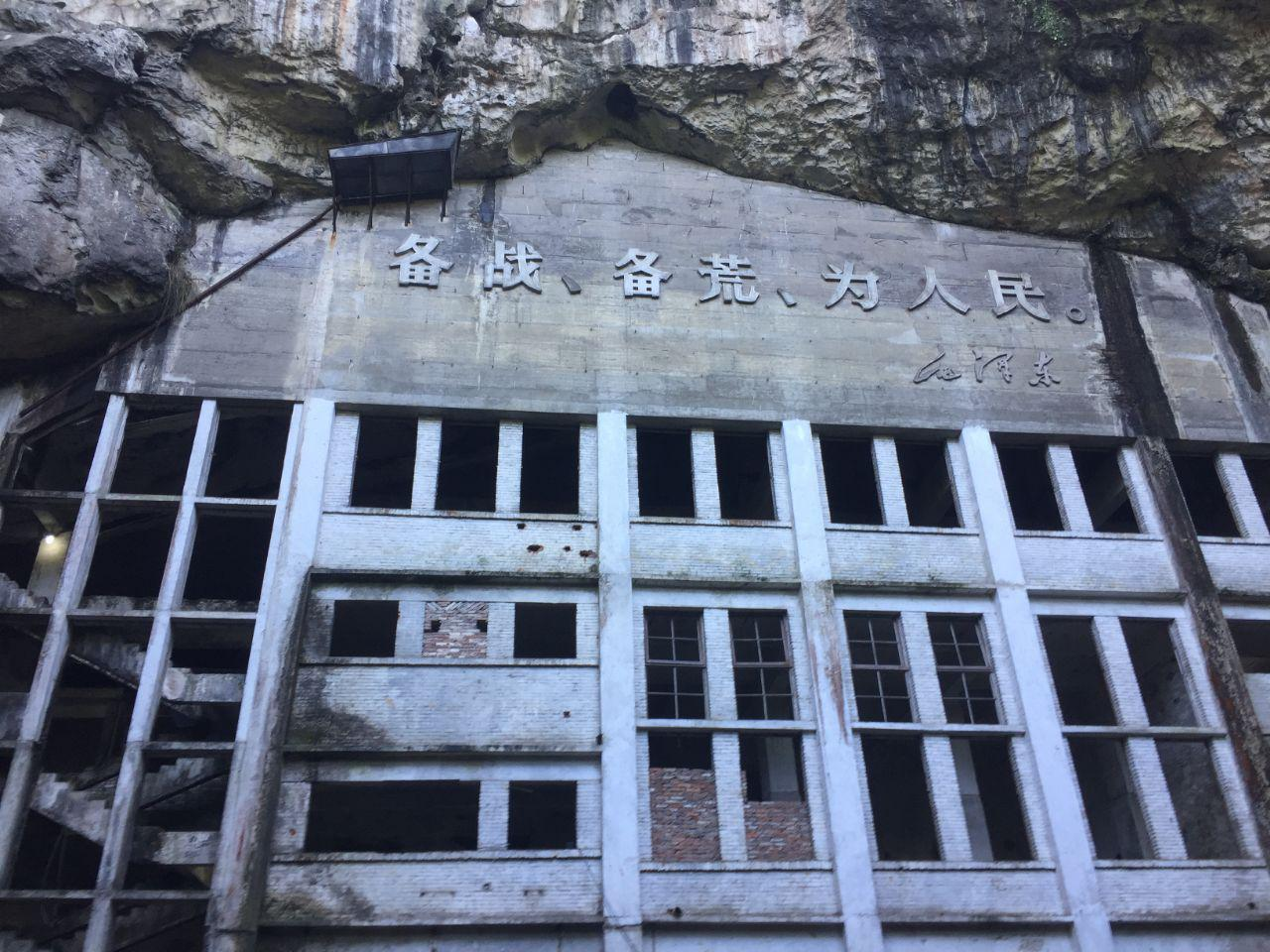
第五机械工业部红日机械厂（五四四兵工厂）旧址，标有“备战、备荒、为人民”口号。

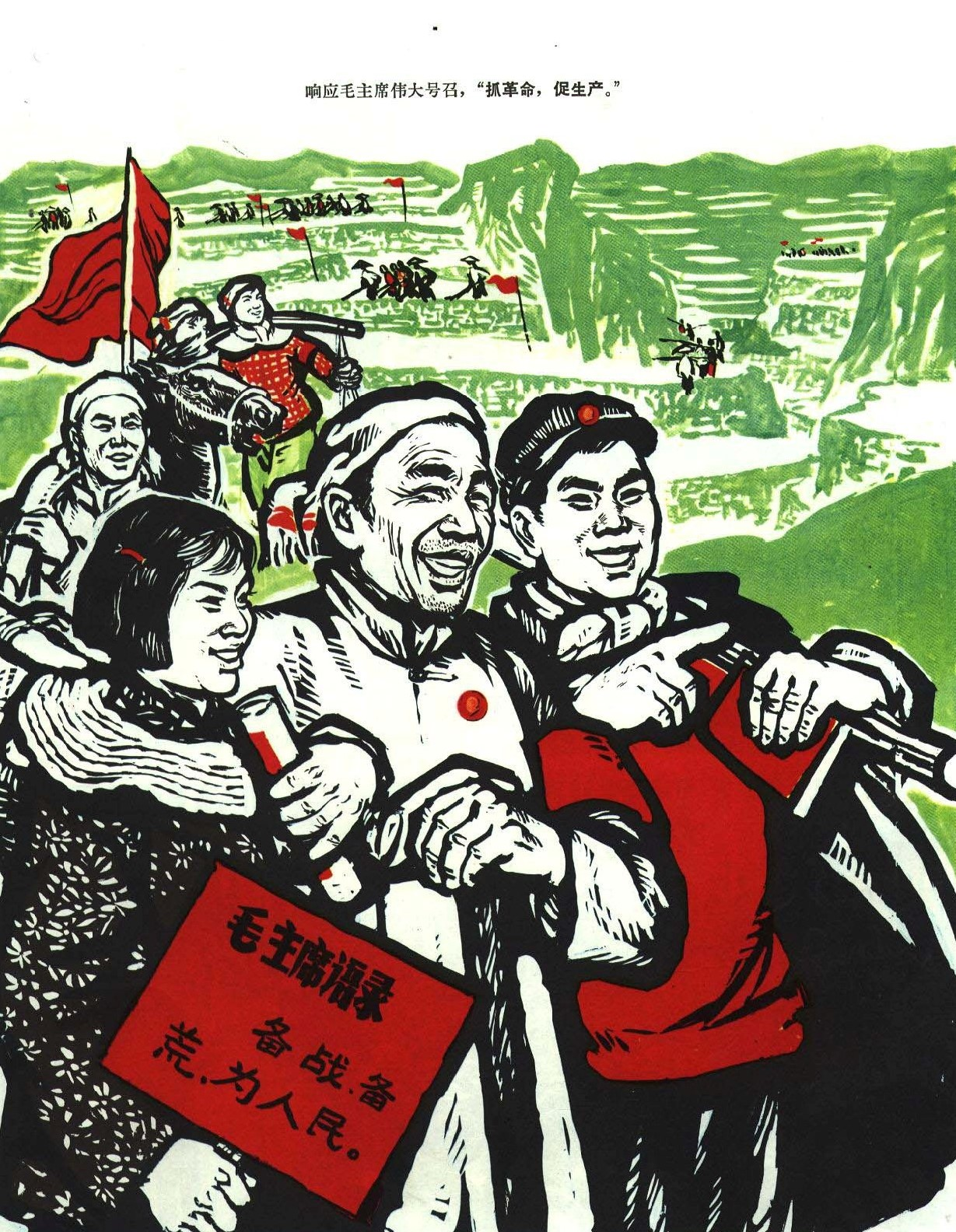
1967年备战、备荒、为人民海报

备战、备荒、为人民，是指文化大革命时期的一个著名口号。

## 概述
1965年1月12日，毛泽东在关于第三个五年计划的谈话中提出了“备战、备荒、为人民”的号召。三五计划开始大规模三线建设。
1965年6月16日毛泽东在听取国家计委关于“三五”计划初步设想的汇报后指示说：计划要考虑三个因素，第一是老百姓，不要丧失民心；第二是打仗；第三是灾荒。脱离老百姓毫无出路，计划搞多了就会脱离老百姓。（粮食征购）指标不要搞那么多，“要考虑来个大灾荒，或者大打起来怎么办？……要留有余地在老百姓那里，对老百姓不能搞得太紧”“向老百姓征税征粮，多了会闹翻，不行的。这是个原则问题”“新开荒不征税，让他们有20％～30％的黑地也好，不要查黑地。储备点粮食在老百姓家里有好处。”1965年8月23日周恩来主持召开国务院第158次全体会议在讨论长期规划问题时，周恩来把毛泽东提出的 “注意战争、注意灾荒、注意一切为人民”这三句话概括为“备战、备荒、为人民”。1965年10月中共中央决定实行粮食征购“一定三年”的办法。

其中的“备荒”，最主要的是国家粮食安全。为此，提出了“以粮为纲”、实现农业机械化。1966年2月19日，毛泽东在湖北省委制定的《关于逐步实现农业机械化的设想》上批示：（从1955年农业集体化开始）“用二十五年时间，基本上实现农业机械化。”1966年3月12日，毛泽东在关于各省发展农业机械化问题给刘少奇的信中，对“备战、备荒、为人民”的方针与粮食问题的密切关系作了更为明确的概括：。
 “第一是备战，人民和军队总得先有饭吃有衣穿，才能打仗，否则虽有枪炮，无所用之。第二是备荒，遇了荒年，地方无粮棉油等储蓄，仰赖外省接济，总不是长久之计。一遇战争，困难更大。而局部地区的荒年，无论哪一个省常常是不可避免的。几个省合起来看，就更加不可避免。第三是国家积累不可太多，要为一部分人至今口粮还不够吃、衣被甚少着想；再则要为全体人民分散储备以为备战备荒之用着想；三则更加要为地方积累资金用之于扩大再生产着想。
1966年4月10日，毛泽东在关于农业机械化问题的指示中又对这一战略思想作了进一步的阐释。1966年7月17日，举行了第一次全国农业机械化现场会议，对全面实现农业机械化提出了建厂布局。
在备荒、粮食安全背景下，国务院多次发文要求严格节约粮食，时刻注意计划用粮、节约用粮，丰收不忘歉收、增产不忘节约，在丰收增产的情况下尤为重要。各地粮票和粮食供应证上都印了“备战、备荒、为人民”和“厉行节约 严禁浪费粮食”的“最高指示”。
它的基本要求是：在确定国家发展的全局性规划时，必须把和平时期的建设同准备应付可能出现的战争情况和其他突发事件结合起来考虑；要求各级地方政府独立地做好本地区的反侵略战争的物质准备，不能一味依赖中央；要求中央和地方政府在处理和平时期的工作与未来可能发生的战争情况时，都必须从人民的利益出发，尽量减轻人民的负担。60年代中后期，由于珍宝岛事件等恶化的国际形势及对中国的威胁，使毛泽东深为担忧。1969年4月，面对苏联的核威胁，毛泽东又提出“深挖洞、广积粮、不称霸”的口号，进一步发展和完善了上述思想。在经济发展政策上，第四个五年计划中要求地方自给自足，建立五小工业。